# Liste des médaillées aux championnats d'Europe de gymnastique artistique - Saut
Cette page dresse la liste des médaillées de l'épreuve de saut de cheval aux championnats d'Europe de gymnastique artistique depuis leur création à nos jours.
| Édition | Lieu              | Or                                                 | Argent                                        | Bronze                                       |
| ------- | ----------------- | -------------------------------------------------- | --------------------------------------------- | -------------------------------------------- |
| 1957    | Bucarest          | Larissa Latynina (URS)                             | Tamara Manina (URS)                           | Sonia Iovan (ROU)                            |
| 1959    | Cracovie          | Natalia Kot (POL)                                  | Vera Caslavska (TCH)                          | Ingrid Föst (GDR)                            |
| 1961    | Leipzig           | Ute Starke (GDR)                                   | Ingrid Föst (GDR)                             | Natalia Kot (POL)                            |
| 1963    | Paris             | Solveig Egman (SWE)                                | Thea Belmer (NED)                             | Jamine Wierstra (NED)                        |
| 1965    | Sofia             | Vera Caslavska (TCH)                               | Ute Starke (GDR)                              | Larissa Latynina (URS)                       |
| 1967    | Amsterdam         | Vera Caslavska (TCH)                               | Erika Zuchold (GDR)                           | Karin Janz (GDR)                             |
| 1969    | Landskrona        | Karin Janz (GDR)                                   | Erika Zuchold (GDR)                           | Olga Karasyova (URS)                         |
| 1971    | Minsk             | Lyudmila Turishzheva (URS)                         | Tamara Lasakovich (URS)                       | Erika Zuchold (GDR)                          |
| 1973    | Londres           | Angelika Hellmann (GDR) Lyudmila Turishzheva (URS) | -                                             | Uta Schorn (FRG)                             |
| 1975    | Skien             | Nadia Comăneci (ROU)                               | Richarda Schmeisser (GDR)                     | Alina Goreac (ROU) Nelli Kim (URS)           |
| 1977    | Prague            | Nelli Kim (URS)                                    | Nadia Comăneci (ROU)                          | Elena Mukhina (URS)                          |
| 1979    | Copenhague        | Nadia Comăneci (ROU)                               | Maxi Gnauck (GDR)                             | Natalya Zhapozhnikova (URS)                  |
| 1981    | Madrid            | Cristina Grigoraș (ROU)                            | Maxi Gnauck (GDR) Birgit Senff (GDR)          | -                                            |
| 1983    | Göteborg          | Olga Bitcherova (URS)                              | Ecaterina Szabo (ROU)                         | Lavinia Agache (ROU) Boriana Stojanova (BUL) |
| 1985    | Helsinki          | Elena Chuchunova (URS)                             | Ecaterina Szabo (ROU)                         | Dagmar Kersten (GDR)                         |
| 1987    | Moscou            | Elena Chuchunova (URS)                             | Daniela Silivas (ROU)                         | Eugenia Golea (ROU)                          |
| 1989    | Bruxelles         | Svetlana Boginskaya (URS)                          | Milena Mavrodieva (BUL)                       | Cristina Bontas (ROU)                        |
| 1990    | Athènes           | Svetlana Boginskaya (URS)                          | Cristina Bontas (ROU)                         | Eva Rueda (ESP)                              |
| 1992    | Nantes            | Tatyana Gutsu (EUN)                                | Gina Gogean (ROU)                             | Silvia Mitova (BUL)                          |
| 1994    | Stockholm         | Lavinia Milosovici (ROU)                           | Yelena Piskun (BLR)                           | Liliya Podkopayeva (UKR)                     |
| 1996    | Birmingham        | Simona Amanar (ROU)                                | Gina Gogean (ROU)                             | Liliya Podkopayeva (UKR)                     |
| 1998    | Saint-Pétersbourg | Adrienn Varga (HUN)                                | Simona Amanar (ROU) Maria Olaru (ROU)         | -                                            |
| 2000    | Paris             | Simona Amanar (ROU)                                | Elena Zamolodchikova (RUS)                    | Esther Moya (ESP)                            |
| 2002    | Patras            | Natalya Ziganshina (RUS)                           | Verona van de Leur (NED)                      | Oana Petrovschi (ROU)                        |
| 2004    | Amsterdam         | Monica Rosu (ROU)                                  | Anna Pavlova (RUS) Elena Zamolodchikova (RUS) | -                                            |
| 2005    | Debrecen          | Francesca Benolli (ITA)                            | Anna Pavlova (RUS)                            | Aagje Vanwalleghem (BEL)                     |
| 2006    | Volos             | Anna Grudko (RUS)                                  | Olga Sherbatykh (UKR)                         | Katja Abel (GER)                             |
| 2007    | Amsterdam         | Carlotta Giovannini (ITA)                          | Oxana Chusovitina (GER)                       | Anna Grudko (RUS)                            |
| 2008    | Clermont-Ferrand  | Oxana Chusovitina (GER)                            | Carlotta Giovannini (ITA)                     | Francesca Benolli (ITA)                      |
| 2009    | Milan             | Ariella Käslin (SUI)                               | Yuliya Berger (RUS)                           | Anna Kalashnyk (UKR)                         |
| 2010    | Birmingham        | Ekaterina Kurbatova (RUS)                          | Youna Dufournet (FRA)                         | Tatyana Nabieva (RUS)                        |
| 2011    | Berlin            | Sandra Raluca Izbasa (ROU)                         | Oksana Chusovitina (GER)                      | Ariella Kaeslin (SUI)                        |
| 2012    | Bruxelles         | Sandra Raluca Izbasa (ROU)                         | Oksana Chusovitina (GER)                      | Giulia Steingruber (SUI)                     |
| 2013    | Moscou            | Giulia Steingruber (SUI)                           | Larisa Iordache (ROU) Noel Van Klaveren (NED) | -                                            |
| 2014    | Sofia             | Giulia Steingruber (SUI)                           | Anna Pavlova (AZE)                            | Larisa Iordache (ROU)                        |
| 2015    | Montpellier       | Maria Paseka (RUS)                                 | Giulia Steingruber (SUI)                      | Ksenia Afanasieva (RUS)                      |
| 2016    | Berne             | Giulia Steingruber (SUI)                           | Ellie Downie (GBR)                            | Ksenia Afanasieva (RUS)                      |
| 2017    | Cluj-Napoca       | Coline Devillard (FRA)                             | Ellie Downie (GBR)                            | Boglárka Dévai (HUN)                         |
| 2018    | Glasgow           | Boglárka Dévai (HUN)                               | Angelina Melnikova (RUS)                      | Denisa Golgota (ROU)                         |
| 2019    | Szczecin          | Maria Paseka (RUS)                                 | Coline Devillard (FRA)                        | Ellie Downie (GBR)                           |
| 2020    | Mersin            | Zsófia Kovács (HUN)                                | Larisa Iordache (ROU)                         | Anastasiia Motak (UKR)                       |
| 2021    | Bâle              | Giulia Steingruber (SUI)                           | Jessica Gadirova (GBR)                        | Angelina Melnikova (RUS)                     |
| 2022    | Munich            | Zsófia Kovács (HUN)                                | Asia D'Amato (ITA)                            | Aline Friess (FRA)                           |
| 2023    | Antalya           | Coline Devillard (FRA)                             | Asia D'Amato (ITA)                            | Lisa Vaelen (BEL)                            |
| 2024    | Rimini            | Coline Devillard (FRA)                             | Valentina Georgieva (BUL)                     | Ming Gherardi Van Eijken (FRA)               |
| 2025    | Leipzig           | Karina Schönmaier (GER)                            | Valentina Georgieva (BUL)                     | Lisa Vaelen (BEL)                            |